# Condado de Beaver (Pensilvânia)
O Condado de Beaver é um dos 67 condados do Estado americano da Pensilvânia. A sede do condado é Beaver, e sua maior cidade é Beaver. O condado possui uma área de 1 150 km²(dos quais 65 km² estão cobertos por água), uma população de 181 412 habitantes, e uma densidade populacional de 161 hab/km² (segundo o censo nacional de 2000). O condado foi fundado em 12 de março de 1800.